# Цветко, Рудольф
Ру́дольф Цве́тко (нем. и словен. Rudolf Cvetko; 17 ноября 1880, Сеножече — 15 декабря 1977, Любляна) — австрийский фехтовальщик-саблист, словенец по национальности. Серебряный призёр летних Олимпийских игр 1912 года в командном соревновании фехтовальщиков на саблях. Первый в мире словенский спортсмен, ставший олимпийским призёром.

## Биография
Родился в семье полицейского Янеза Цветко в Сеножечах. В детстве переехал с семьёй в Любляну, где окончил начальную школу. Среднюю школу окончил в Триесте, после её окончания служил в 16-м венгерском (хорватском) пехотном полку в Загребе (Беловар). С 1900 по 1913 год служил в полку, дослужившись до звания лейтенанта. В 1904 году начал заниматься фехтованием в учебном спортивном зале в Винер-Нойштадте, с 1905 года был инструктором по фехтованию на саблях, с 1908 по 1912 год был основным преподавателем фехтования.
В 1912 году участвовал в Олимпийских играх в Стокгольме: в индивидуальном первенстве Рудольф выбыл в первом же раунде, зато в командном первенстве со сборной Австрии завоевал серебряные медали (чемпионами стали венгры). Уволившись из армии, он продолжил работать учителем в государственной школе в Горице. В начале Первой мировой войны был снова мобилизован в армию, дослужился до звания капитана в том же 16-м пехотном полку. Награждён Бронзовой медалью за заслуги.
После Первой мировой войны Рудольф продолжил службу в полиции, дослужившись в 1926 году до звания полковника. Ушёл на пенсию и возглавил секцию фехтования спортивного клуба «Иллирия», повлияв на развитие спорта между мировыми войнами. После Второй мировой войны Цветко занялся воспитанием молодых спортсменов в клубе «Табор» и устроился в Союз фехтовальщиков Словении. Был инструктором по фехтованию в Академии театральных искусств и Институте физической культуры в Любляне. За свой вклад был награждён многочисленными медалями.
В 2012 году посмертно принят в Зал славы словенских спортсменов.